# Nikola Peković (pallavolista)
Nikola Peković (in serbo Никола Пековић?; Požarevac, 6 marzo 1990) è un pallavolista serbo, libero del Friedrichshafen.

## Palmarès

### Club
- Campionato serbo: 2

2016-2017, 2017-2018
- Coppa di Serbia: 1

2014-2015
- Coppa di Germania: 1

2021-2022
- Supercoppa serba: 1

2015
- Challenge Cup: 1

2014-2015